# Setaria decipiens
Setaria decipiens là một loài thực vật có hoa trong họ Hòa thảo. Loài này được K.F. Schimp. ex Nyman miêu tả khoa học đầu tiên năm 1882.